# Jisan-myeon
Jisan-myeon (koreanska: 지산면) är en socken i kommunen Jindo-gun i provinsen Södra Jeolla i den sydvästra delen av Sydkorea, 355 km söder om huvudstaden Seoul. Den ligger på västra delen av ön Jindo.